# Bullfrog Productions
Bullfrog Productions was een Engelse computerspelontwikkelaar, opgericht door Peter Molyneux en Les Edgar in 1987. Ze werden het meest bekend om hun god games zoals Populous.

## Geschiedenis
Om een sterkere marktpositie te krijgen ging Bullfrog in 1995 samen met langetermijnpartner Electronic Arts, die op dat moment al hun spellen uitgaf. Peter Molyneux was toen al een jaar vicepresident van Electronic Arts. In 1997 verliet Peter Molyneux Bullfrog om Lionhead Studios op te richten, terwijl anderen Mucky Foot Productions oprichten. In 2001 kwam hun laatste titel uit: Theme Park Inc.. Sinds het vertrek van Peter Molyneux was Bullfrog kwalitatief sterk achteruitgegaan. In 2004 werd Bullfrog samengevoegd met EA UK, en dit betekende het einde van Bullfrog.
De belangrijkste spelseries van Bullfrog zijn Populous, Dungeon Keeper en de Theme Park-spellen.

## Ontwikkelde spellen
- Fusion (1988)
- Populous (1989)
- Flood (1990)
- Populous II (1991)
- Powermonger (1992)
- Syndicate (1993)
- Magic Carpet (1994)
- Theme Park (1994)
- Syndicate: American Revolt (1994)
- Tube (1994)
- Hi-Octane (1995)
- Magic Carpet 2 (1995)
- Genewars (1996)
- Syndicate Wars (1996)
- Dungeon Keeper (1997)
- Theme Hospital (1997)
- Populous: The Beginning (1998)
- Theme Park World (SimTheme Park in de Verenigde Staten) (1999)
- Dungeon Keeper 2 (1999)
- Aquarium (Theme Aquarium in de VS) (2000)
- Theme Park Inc (SimCoaster in de VS) (2001)